# Бруно Бушић
Бруно Бушић (Доњи Вињани, 6. октобар 1939 — Париз, 16. октобар 1978) био је један од вођа усташког покрета у емиграцији, присталица обнове Независне Државе Хрватске и историчар-ревизионист.

## Биографија
Бушић је рођен у селу Вињани Доњи у близини Имотског. Током похађања средње школе у Имотском почиње приступа групи Тихо, која је за циљ имала „борбу за слободу, равноправност и формирање слободне Хрватске на демократским принципима“. Тада почиње да га прати УДБА. Убрзо је заједно са својим школским друговима, члановима групе Тихо, избачен из школе.
Каријеру новинара је почео као студент на загребачком Институту за историју радничког покрета под менторством Фрање Туђмана
Крајем шездесетих година 20. века ступио је у контакт са агентом немачке обавештајне службе БНД, Клаусом Дернером (њем. Klaus Dörner), под чијим је менторством радио на стварању савеза између хрватских комуниста и усташа. Бушић је већ тада био аутор памфлета којим се заговарало јединство хрватских националистички оријентисаних комуниста и усташа у циљу обнављања Независне Државе Хрватске. У том је циљу Дернер био организатор бројних тајних састанака са Бушићем у Немачкој, Аустрији, и Хрватској.
Године 1969. Бушић је прешао на писање „Хрватског књижевног листа“. Године 1971. објавио је сопствено „истраживање“ (под насловом „Чудне косовске бројидбе“) броја жртава Другог светског рата у Хрватској, при чему је сузио своје писање на територију Социјалистичке Републике Хрватске. Његово „истраживање“ је било засновано на никад објављеном попису жртава које су спровели федерални органи Југославије 1964. године. По Бушићу, у Хрватској је било убијено само 185.527 особа. Од тога броја је 64.245 умрло у затворима и логорима, 50.806 од непосредног терора (који не објашњава), 12.272 од бомбардовања и борбе, 51.949 је погинулих партизана и савезничких војника и 6.055 погинулих из непознатих разлога. Бушић је притом искључио жртве војног и цивилног особља усташке државе, тј. ни један усташа није никог убио током рата.
По повратку 1971. постао је један од директора „Хрватског тједника“. Исте године се десио хрватски МАСПОК, а Бушић је ухапшен. У затвору је био до 1974. године.
У време хрватског МАСПОК-а 1971, Бушић је, као и многи други хрватски националисти, сумњао у лојалност Хрватској националних мањина које су живеле у тој републици.
Југославију је последњи пут напустио 1975. године. Највише времена је провео у Енглеској, али је путовао широм Европе. У том периоду је писао за „Нову Хрватску“.
Према изворима усташке емиграције, Бушић је био „хрватски новинар и прочелник за тисак Хрватског Народног Вијећа, раширеног по цијелом свијету“. Његово име и дело је слављено међу усташама, тако да је била основана терористичка група „Хрватска револуционарна ћелија, одјел Бруно Бушић“ у Паризу. Ова терористичка група је извршила диверзантску акцију против РС Шулц издавачке куће у месту Перха код језера Штарнберг у Немачкој, 9. августа 1981. године
Убијен је у Паризу, 1978. године. Никад се није сазнало ко га је убио. Суд у Паризу је 2000. ослободио бившег агента Удбе Винка Синдичића од одговорности за убиство Бушића.